# مایا هیز
مایا هیز (انگلیسی: Maya Hayes؛ زادهٔ ۲۶ مارس ۱۹۹۲) بازیکن فوتبال اهل ایالات متحده آمریکا است.
از باشگاه‌هایی که در آن بازی کرده‌است می‌توان به اسکای بلو اف‌سی اشاره کرد.
وی همچنین در تیم‌های ملی فوتبال United States women's national under-18 soccer team و United States women's national under-20 soccer team بازی کرده‌است.